# Sirje Karis

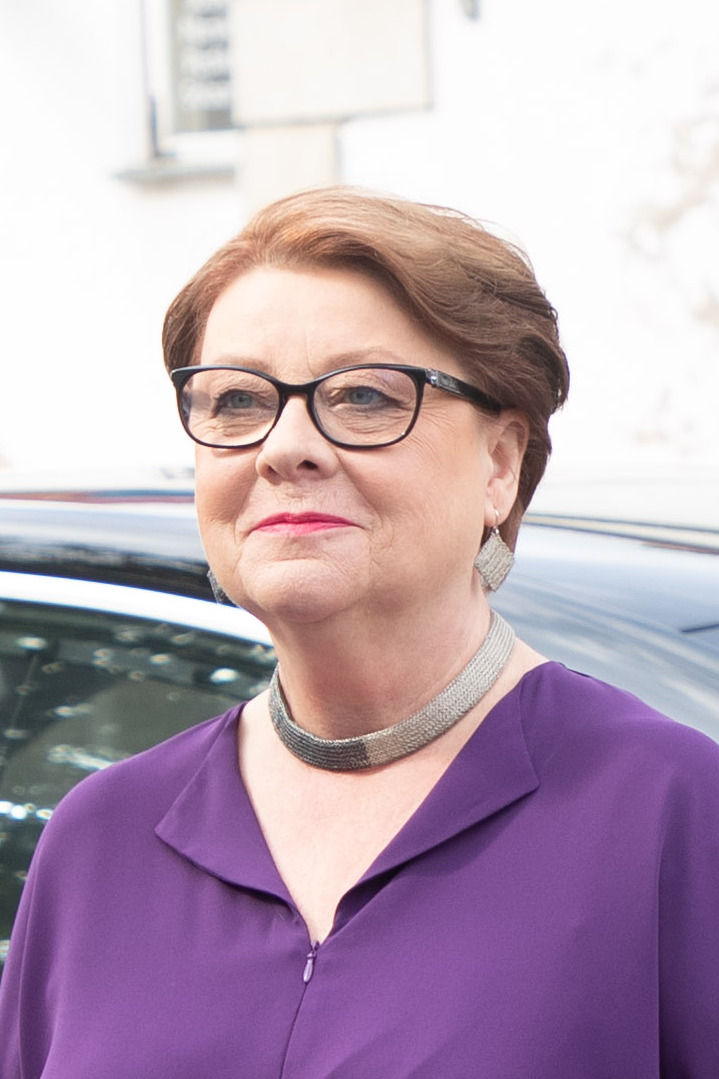
Sirje Karis, 2022

Sirje Karis (geb. Jädal, * 9. August 1956) ist eine estnische Historikerin und Museologin. Seit 11. Oktober 2021, dem Amtsantritt ihres Mannes als Präsident der Republik Estland, ist sie zudem die Erste Dame des Staates.

## Museen
Nach Abschluss ihres Studium der Geschichte an der Staatlichen Universität Tartu war Sirje Karis zunächst am Universitäts-Museum der Stadt beschäftigt. 2000/2001 wurde sie Entwicklungsleiterin des Stadtmuseums in Tartu (Tartu linnamuuseum). Von 2001 bis 2005 war sie Direktorin des Museums.
Sirje Karis war von 2005 bis 2018 Direktorin des Estnischen Geschichtsmuseums (Eesti Ajaloomuuseum) in Tallinn. Seit 2018 leitet sie erneut das Stadtmuseum in Tartu.

## Privatleben
Sirje Karis ist seit 1977 mit dem estnischen Wissenschaftler und Politiker Alar Karis (* 1958) verheiratet, der seit 2018 das Estnische Nationalmuseum (Eesti Rahva Muuseum) in Tartu leitet. Beide hatten sich in der Schule kennengelernt, am renommierten Miina Härma Gümnaasium in Tartu.
Das Paar hat drei erwachsene Kinder, zwei Söhne und eine Tochter.